# Pietro Fregoso (1330-1404)
Pietro Fregoso (Genova, 1330 – Genova, 22 aprile 1404) fu il 15º doge della Repubblica di Genova.

## Biografia

Stemma nobiliare dei Fregoso

Si ipotizza che sia nato a Genova nel 1330 dal padre Rolando Fregoso e dalla madre Manfredina di cui si ignora il casato; fu il fratello di Domenico Fregoso, eletto nel 1370 sesto doge della Repubblica di Genova, e zio di Giacomo Fregoso che nel 1390 divenne anch'egli la dodicesima massima carica repubblicana genovese.
Secondo alcune fonti storiche studiò legge dedicandosi maggiormente e molto attivamente ai fiorenti mercati genovesi nelle colonie orientali. Dalla Repubblica di Genova ottenne importanti mansioni pubbliche tra le quali quello di podestà di Novi e, nel 1373, la nomina ad ammiraglio della Repubblica. Quest'ultimo incarico - che assunse per la conquista genovese dell'isola di Cipro - gli valse, tra le altre onorificenze ottenute per il suo successo nel mar Egeo, il dono di un nobile palazzo presso la Porta di San Tommaso a Genova.
La sua nomina, la quindicesima, avvenne in un periodo di caos istituzionale che vide in pochi giorni, se non ore, l'alternarsi di dogi nell'estate del 1393. Costretto all'abdicazione il predecessore Antonio Montaldo, il 15 luglio Pietro Fregoso venne nominato doge (o si autonominò come descritto in altri testi storici). La carica durò solamente poche ore poiché lo stesso Fregoso cedette il potere, con la forza, a Clemente Promontorio che assunse la carica il giorno stesso. Pure quest'ultimo legò il suo nome ad un dogato brevissimo - un giorno - in quanto al suo posto fu scelto, a 'mo di compromesso tra le parti nobiliari e popolari, la figura più equa di Francesco Giustiniani Garibaldo (16 luglio).
Dopo la brevissima parentesi dogale, Pietro Fregoso continuò ad esercitare la propria professione di dottore in legge e commerciante, ma non sdegnò comunque altrettanti incarichi pubblici come la nomina a consigliere del Comune di Genova. Tuttavia, una nuova scalata al potere dogale lo vide protagonista, assieme ad Antonio Guarco, al riuscito scalzamento del doge Nicolò Zoagli nell'agosto del 1394. L'assedio congiunto al palazzo Ducale fu vittorioso, ma la sorte portò poi il Guarco a ricoprire la carica dogale per poche settimane.
A Genova morì il 22 aprile del 1404 dove fu sepolto nel coro della chiesa di San Francesco di Castelletto.

## Discendenza
Dai due matrimoni con Teodora d'Andreolo Spinola (deceduta nel 1370) e con Benedetta Doria ebbe numerosi figli; tra questi:
- Tomaso (1370-1453), per tre volte doge di Genova
- Battista (1380-1442), doge di Genova
- Martino Fregoso, ambasciatore e podestà di Savona
- Pomellina Fregoso, sposò il signore di Monaco Giovanni Grimaldi.
- Bartolomeo (?-1457), politico, sposò Caterina Ordelaffi
- Spinetta (?-1425), uomo d'armi, sposò Benedetta di Enrico Doria e, rimasto vedovo, Ginevra di Gian Galeazzo Manfredi; ebbe figli da entrambe le unioni[1]
- Abramo (?-1433), politico
- Giovanni, uomo d'armi